# Regional Exprés

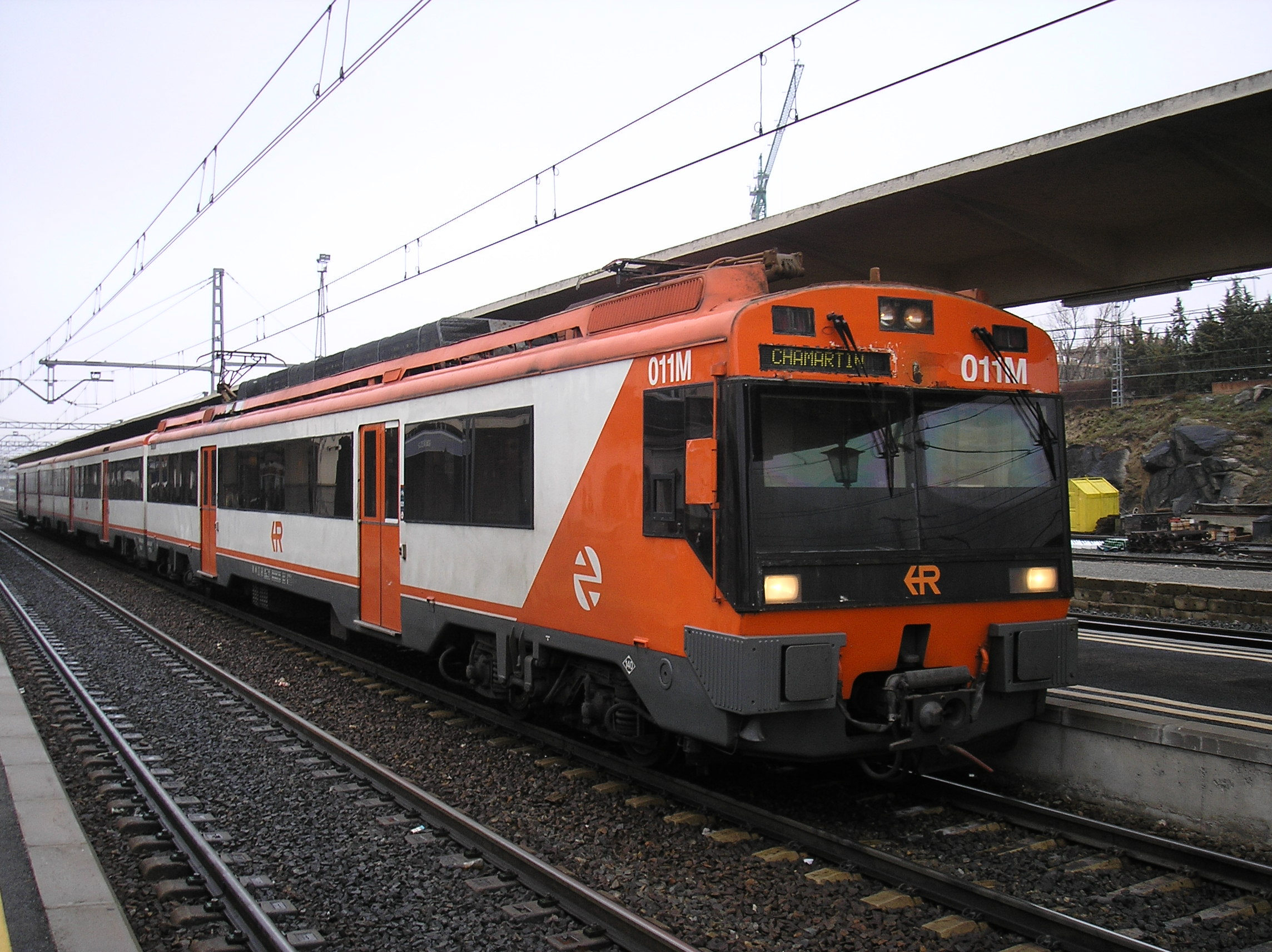
Une unité de 470, assurant un service à Madrid

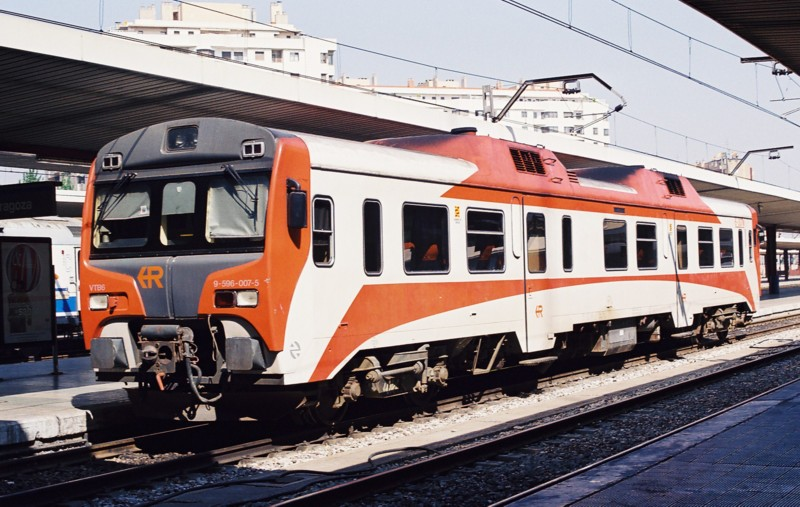
Le 596-007-5 à Saragosse 24 mai 2001

Le Regional Exprés (Express régional) est un réseau de trains de voyageurs exploité par la Renfe en Espagne pour desservir les destinations situées à l'intérieur d'une région administrative, ainsi que les gares proches des régions voisines. C'est aujourd'hui une marque commerciale de la Renfe.
Dans certaines communautés autonomes de la péninsule, comme les Asturies et la Cantabrie, ce réseau n'est pas présent.

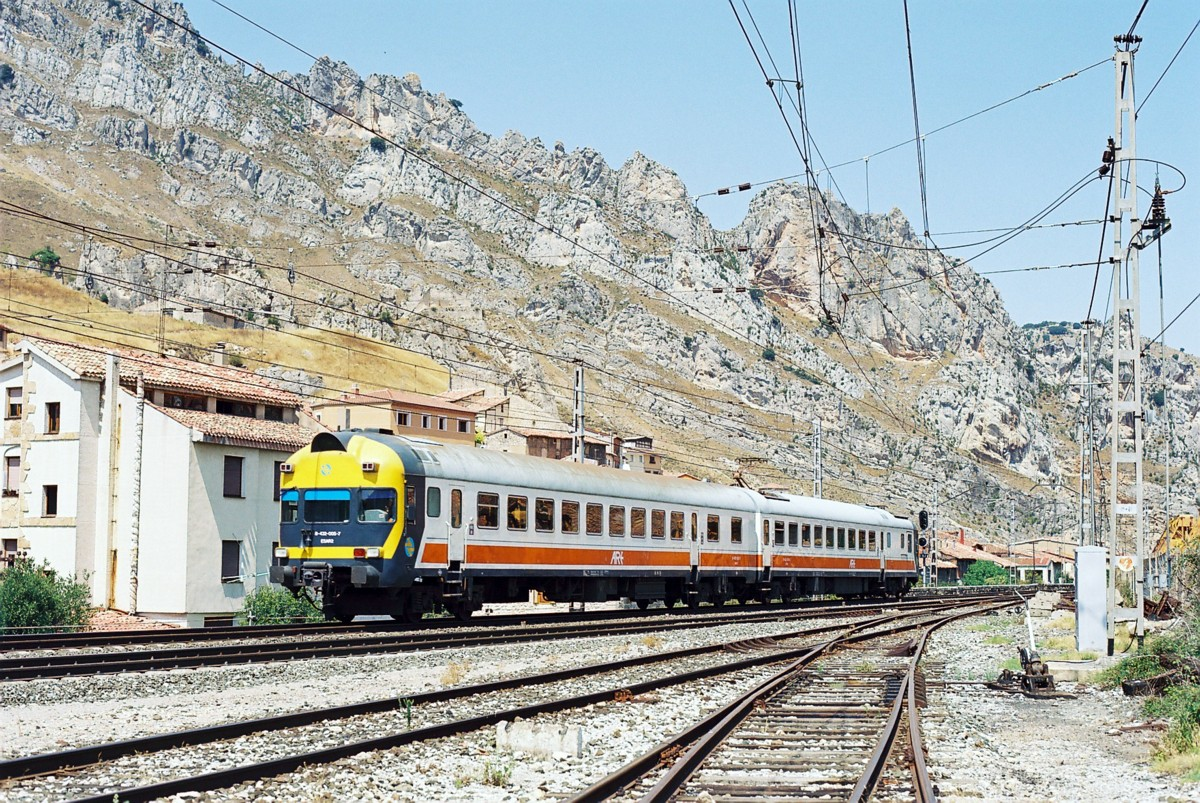
Série 432 de Renfe

## Service par communautés autonomes

### Andalousie
Les trains sont appelés ici Andalucía Exprés. Services pour les lignes A1, A2, A4 et A7  avec les trains de la série 470.

### Aragon
Circule seulement pour les lignes R-28, R-32, R-42 et R-43 avec les trains des séries 432, 470, 444 et 448.

### Catalogne
Les trains sont appelés ici Catalunya Exprés. Le service utilise des automotrices électriques et diesels.Diesel: ligne Ca7, exploité par la FGC.
- 592 autorail
- 593 autorail (Utilisé aussi pour le service de la ligne Ca4b entre Lleida et Cervera)
- 596 autorail

Électrique: lignes Ca1, Ca2, Ca3, Ca4a, Ca4b et Ca6.
- 470 automotrice
- 444 automotrice
- 448 automotrice

### Castille et Leon
Circule seulement pour les lignes R22, R23 et R27 avec les trains des séries 432, 440R et 470. Les itinéraire habituels sont : Madrid-Vitoria-Gasteiz et Madrid-León.

### Castille La Manche
Les trains circulent sous la dénomination Regional Exprés pour les lignes R7, R8 et R10 des séries 470 et 592.

### Estrémadure
Les trains circulent sous la dénomination Regional Exprés pour la ligne R10 de la 592.

### La Rioja
Les trains circulent sous la dénomination Regional Exprés pour la ligne R28 de la 432.

### Madrid
Les trains circulent sous la dénomination Regional Exprés pour les lignes R8, R9, R10 et R22 des séries 592 et 470

### Murcie
Les trains circulent sous la dénomination Regional Exprés pour la ligne L1 de la 592.

### Navarre
Les trains circulent sous la dénomination Regional Exprés pour la ligne R32 des séries 432 et 440.

### Pays basque
Les trains circulent sous la dénomination Regional Exprés pour les lignes R27, R28, R31 et R32 des séries 432, 440 et 470.

### Communauté valencienne
Les trains circulent sous la dénomination Regional Exprés pour les lignes L1, L2, L3 et L7 des séries 592 et 470.

## Prestations
Les Regional Exprés sont généralement moins chers que les trains longue distance. Ils font l'arrêt dans les villes de plus de 1000 habitants et ont une classe unique (2e). Ils permettent aussi le transport des vélos.
La vitesse maximale de ces trains est de 120 km/h pour la série 592, 140 km/h dans la série 432, 440 et 470 et 160 km/h dans la série 448. La vitesse moyenne de parcours est située entre 85 -110 km/h.
La capacité des trains est d'environ 80 sièges par voiture, tout en acceptant des passagers debout.